# 堤下敦
堤下 敦（つつみした あつし、1977年〈昭和52年〉9月9日 - ）は、日本のお笑いタレント、YouTuber。お笑いコンビ・インパルスのツッコミ担当。相方は板倉俊之。吉本興業所属。愛称は堤下、堤下店長、つっつん、サックし、紅の豚サック、ゴロミシタ、鉄み下人し、てっちゃん、人人ぴっちゃん、、レシみしたピしなどがある。
神奈川県横浜市神奈川区出身。身長174 cm、体重80 kg。血液型はB型。

## 来歴
実家は鉄工所。中学・高校時代はいずれも野球部所属で、武相高等学校硬式野球部ではキャプテンを務めながらも補欠だったが、最終的に背番号13ながらスタメン一塁手になった。
1998年、同期の板倉とインパルスを結成。結成前は異なる同期とコンビ「プラス2トン」を組んでおり、当時はボケ担当だった。
2005年9月、相方・板倉撮影の下でゲイをターゲットにした写真集『男写』を出版した。
2010年12月29日放送の『はねるのトびら』年末SPの放送内で公開プロポーズを成功させ、2011年3月3日に結婚。2012年1月24日に長女が誕生。
2017年6月14日、抗アレルギー薬と睡眠薬を服用したまま朦朧状態で車を運転しハンドルに前のめりで突っ伏していたところを所轄の署員に発見され、9月6日に警視庁調布署により道路交通法違反（過労運転、事故不申告）の疑いで書類送検。11月16日に略式起訴され、罰金30万円の略式命令を受けた。
同年10月27日、横浜市神奈川区の国道1号で乗用車を運転中、赤信号で停車中だったごみ収集車に追突する事故を起こした。追突されたごみ収集車に乗っていた3人のうち2人が首を捻挫するなどの軽傷を負った。これを受けて吉本は堤下を謹慎処分とした。2018年3月16日に不起訴処分となり、同年10月23日を以て活動再開を発表した。「あなたの街に住みますプロジェクト」の住みます芸人（神奈川県）として復帰。そして、同年10月24日のカジサックチャンネルにて自身の不祥事を改めて謝罪した。
2018年10月、同年春に妻と離婚していたことが報じられた。
2019年にYouTubeチャンネル「堤下食堂」を開設、8月3日より動画投稿を開始した。チャンネルでは堤下が「堤下食堂」の店長に扮し、様々な料理動画を投稿する。また、梶原雄太（キングコング）のチャンネル「カジサックの部屋」、そしてカジサック冠番組の「カジサックのじゃないと!」の準レギュラー「サックし」を始めとした様々なキャラクターの顔も持つ。最近では「居酒屋堤下」という「店長の仲間たちがふらりと立ち寄る憩いの場 うまい酒と肴でついついしゃべり過ぎてしまうことも…」というコンセプトで、堤下が様々なゲストを招きお酒を飲みながらエピソードなどのトークをする新企画が始動している。過去には宮迫博之や熊田曜子、ゴリ（ガレッジセール）、熊切あさ美、キングコング、北陽など数多のタレントが登場した。
2021年8月3日、「堤下食堂」の開設から2周年を記念して、居酒屋堤下にカジサックが登場した。
同年8月6日、この日に公開された動画において3代目桂枝太郎から「落語をやらないか」と誘われ、同月28日に落語デビューを公表した。
同年9月6日、「堤下食堂」のチャンネル登録者数が39.4万人を突破し、これに伴い語呂が合うサックし（394）が生配信で登場した。
2022年6月14日の午後2時過ぎ、東京都世田谷区上用賀にあるコンビニの駐車場から出ようとしたところ、看板にぶつかる事故を起こした。また、その直前にも世田谷区桜丘でガードパイプに衝突する事故を起こしていたことが判明した。本人は事故を起こす直前、YouTubeのコミュニティで体調が芳しくないと報告していた。17日、活動の自粛と運転免許の返納を発表した。自粛に伴い、堤下が出演済みの放送予定であった「カジサックのじゃないと」の放送は差し替えられた。
同年11月2日、睡眠薬などの影響で運転が困難な状態で車を運転したとして、道路交通法違反（過労運転等）の疑いで書類送検された。同年6月14日に起きた2つの接触事故のうち、公道上で発生したガードパイプへの接触について道交法の規定が適用された。堤下は事故当時の調べに対し「原因は当日に服用していた睡眠薬等の影響で、眠気を催したから」と説明していたが、その後に薬の影響ではなく「てんかんが原因」と主張しつつ容疑を否認した。しかし警視庁が医師から聴取したところ、堤下は睡眠薬を服用していることを医師に告げていなかったことが判明。医師は「内服薬を飲んでいないと聞いていた。薬を服用していると分かっていれば、てんかん疑いの診断は出さなかった」と話した。
2023年6月28日、東京地検は2022年6月14日に世田谷区の都道で睡眠導入剤を飲んで車を運転したとして堤下を道路交通法違反で東京簡裁に略式起訴したと発表した。7月3日付で罰金50万円の略式命令を受けた。
同年10月25日、約1年4か月ぶりに「堤下食堂」を更新し、芸能活動を再開する旨を報告した。
2024年4月5日放送の『全力!脱力タイムズ』（フジテレビ）に出演、地上波キー局に久々の登場を果たす。
2025年5月1日、自身のYouTubeチャンネルで別の一般人女性との再婚と妻の妊娠を発表し、同年6月17日、5月末頃に長男が誕生していたことを報告。

## エピソード
- 4280gで産まれた[32]。
- 出川哲朗・パンチ佐藤・星野敬太郎・杉野正らは同じ高校の先輩にあたる。野球部での後輩には渡部おにぎり（金の国）などがいる。
- 2006年10月17日放送の『踊る!さんま御殿!!』内でファッションモデルの土岐田麗子から告白され、土岐田との交際を開始した。2007年1月16日付けの「サンスポ」で堤下は、「正月バリ島旅行」をしていたと報じられ、2007年4月21日に年内に土岐田と結婚するとの記事が出たが土岐田はブログで、「具体的内容はまだ何も決まっていないです」と頑なに否定した[33]挙句、2008年1月21日付けの自身のブログで破局を報告した。土岐田曰く「擦れ違いが原因で別れることになりましたが、これからは友達としての付き合いです」とのこと[34]。
- 1年下の後輩であるキングコングと親交が深く、YouTubeチャンネルで共にコントを演じたこともあった。
- 同期で高校の2年後輩にあたるあっぱれコイズミとも仲が良い。
- 現在のマネージャーはフジテレビの三宅正治アナの息子[35]。
- 不祥事から復帰後はYouTubeチャンネル「カジサック KAJISAC」で改めて謝罪後、「1人で0から全部やり直して、周りの方が認めて頂く存在になるために、神奈川から盛り上げさせて頂く。1人でも多くの人が笑って頂けるようにしたい。自分の責任でこういうことが起きてしまったけど、自分の過去の事も含めて、全て20年分反省して、ここから先何年出来るか分からないけど、皆様が許してくださるならば新しい変わった堤下でやっていきたい」と決意を述べた。以降はカジサックチャンネルに度々出演し、動画再生数はほとんどが100万再生、中には300万再生を超える動画も存在する。
- 料理を得意とし、その腕前は道場六三郎の100番目の弟子として認められるほど[36]。またカジサックに突撃され、いきなり料理してとお願いされた際には美味しい料理を素早く作っていた。その中でもステーキソースが人気で、カジサックグッズ第3弾で「サックしのたれ」が発売された[37]。
- 2021年8月12日の動画で、2021年年末までに体重を90 kgまで落とすことを公表。同日時点での体重は108.6 kg。
- 3つ上の兄がいる。
- 2021年8月から落語を始めた。
- 2024年11月、東野幸治のYouTube番組『東野vs』と『堤下食堂』において東野の計らいで出演した『アメトーーク!』「アメトーーク!にハマってない芸人」での反省及び謝罪を行い、来年は東野と共に一から頑張るなどと発言した。

## 出演作品
コンビでの出演はインパルス (お笑いコンビ)#出演作品を参照。

### テレビ
- run for money 逃走中
- バカなフリして聞いてみた（日本テレビ）- 準レギュラー
- チャリダー★（NHK BS1） - レポーター
- カジサックのじゃないと！（2019年4月 - 、熊本県民テレビ） - 準レギュラー

### ドラマ
- ナースマンがゆく（2004年、日本テレビ） - 五反田六平 役
- 悪夢のエレベーター（2007年3月27日、フジテレビ） - 主演
- グータンヌーボな女たち（2007年、関西テレビ放送） - 小清水進 役
- 父よ、あなたはえらかった〜1969年のオヤジと僕（2009年11月16日、TBS） - 小野寺利一（21歳） 役
- マルモのおきて（2011年6月5日、フジテレビ）
- 大好き!かりんちゃん（2013年11月、テレビ東京） - 銀行員の夫（半田ナオキ） 役
- 東京ガードセンター（2014年、Dlife） - 久保田孝道 役
- アゲイン!!（2014年、毎日放送） - 菅楽喜 役
- 増山超能力師事務所（2017年1月26日、讀賣テレビ放送） - 常連客 役
- 人は見た目が100パーセント（2017年、フジテレビ） ‐ 三沢基樹 役

### 映画
- ほんとうにあった怖い話 怨霊（2004年3月27日、配給：パル企画、監督: 山本清史）
- 劇場版 テニスの王子様 二人のサムライ The First Game - アルベルト・シュバイツ役[38]　監督：浜名孝行 制作：Production I.G・トランス・アーツ　公開日：2005年1月29日
- YOSHIMOTO DIRECTOR'S 100 〜100人が映画撮りました〜「Love Riderbr〜until I find the key to her heart〜」（2007年） - 主演・監督・脚本
- カンフーくん（2008年） - ボスバーガーの父 役
- オムライス（2011年）
- アフロ田中（2012年） - 大沢みきお 役
- メイド・イン・ヘヴン（2021年） - 中久保大輔 役
- 不倫ウイルス（2022年10月28日、無限の猿定理、Cinemago） - 宇和貴一 役[39]
- アオショー!（2025年公開予定）

### 舞台
- ありのままに生きろ。今（2024年4月5日 - 5月2日、ABCホール 他） - 関谷忍 役[40]
- 魔法使いのパレード（仮題）（2025年10月2日 - 7日、横浜赤レンガ倉庫1号館 3Fホール）[41]

### ネット配信
- ゆるダラ生実況!（2019年7月15日 - 、Paravi）[42]

### YouTube
- カジサック KAJISAC『カジサックの部屋』（2018年10月 - ） - 準レギュラー
- 堤下食堂（2019年8月 - ） - 店長
- 梶原雄太の部屋（2021年7月 - ） - 準レギュラー

### CM
- GREE（2007年）
- 九州旅客鉄道（JR九州）九州新幹線「笑う。熊本・鹿児島」（2012年3月 - ）
  - 笑う。鹿児島篇 宮川大輔と共演
- サントリー「BOSS レインボーマウンテンブレンド」（2015年）[43]

### 書籍
- 「音あて絵本 つつみしたあつしの つつみのしたはなんだブー?」こえほん（2012年、株式会社アイフリーク）
- 「ブタの返し ―すぐわかる! いじられたときの『絶妙な返し』」（2013年、主婦の友社）

## CD
- 塚地武雅・堤下敦・梶原雄太/言いたいことも言えずに（2005年8月31日）
  - 「はねるのトびら」のコントキャラクター「ブサンボマスター」の楽曲。